# Communauté de communes du Pays Glazik
Ne doit pas être confondu avec Pays Glazik.
La communauté de communes du Pays Glazik (Ar Vro C'hlazig en breton) est une ancienne structure intercommunale française, située dans le département du Finistère, en région Bretagne.
Au 1er janvier 2017, la Communauté de communes du Pays Glazik fusionne avec Quimper Communauté et la commune de Quéménéven pour devenir Quimper Bretagne occidentale.

## Histoire
Officiellement créée le 28 décembre 1993, la communauté de communes du Pays Glazik (CCPG) regroupait l'ensemble des communes du canton de Briec.
À la différence de l'organisation cantonale qui est imposée par l'Administration pour les élections des conseillers généraux, la communauté de communes est une association des maires élus des communes dont l'objectif est de promouvoir des projets communs ou de défendre les intérêts des administrés.
La confusion est souvent faite avec le pays traditionnel breton, le Pays Glazik, qui regroupe 26 communes autour de Quimper, sa capitale.

## Territoire communautaire

### Composition
La communauté de communes était composée des 5 communes suivantes :
| Nom           | Code Insee | Gentilé         | Superficie (km2) | Population (dernière pop. légale) | Densité (hab./km2) |
| ------------- | ---------- | --------------- | ---------------- | --------------------------------- | ------------------ |
| Briec (siège) | 29020      | Briécois        | 67,87            | 5 590 (2014)                      | 82                 |
| Edern         | 29048      | Édernois        | 39,98            | 2 201 (2014)                      | 55                 |
| Landrévarzec  | 29106      | Landrévarzécois | 20,32            | 1 822 (2014)                      | 90                 |
| Landudal      | 29107      | Landudalais     | 16,69            | 872 (2014)                        | 52                 |
| Langolen      | 29110      | Langolinois     | 16,92            | 874 (2014)                        | 52                 |

### Démographie
| 1968  | 1975  | 1982  | 1990  | 1999  | 2006   | 2008   | 2010   | 2011   |
| ----- | ----- | ----- | ----- | ----- | ------ | ------ | ------ | ------ |
| 7 535 | 7 790 | 8 830 | 9 005 | 9 244 | 10 150 | 10 525 | 10 841 | 10 995 |

| 2014   | 2015   | 2016   | - | - | - | - | - | - |
| ------ | ------ | ------ | - | - | - | - | - | - |
| 11 359 | 11 400 | 11 413 | - | - | - | - | - | - |

## Administration

### Siège
Le siège de la communauté de communes était à Briec, 63 rue du Général de Gaulle.

### Liste des présidents
| Période | Période | Identité             | Étiquette | Qualité                      |
| ------- | ------- | -------------------- | --------- | ---------------------------- |
| 1994    | 2001    | Joseph Bernard       | RPR       | Maire de Briec (1989 → 2001) |
| 2001    | 2014    | Jean-Paul Le Pann    | PS        | Maire de Briec (2001 → 2014) |
| 2014    | 2016    | Jean-Hubert Pétillon | PS        | Maire de Briec (2014 → 2020) |

## Services
- Des transports scolaires pour tous les élèves de la CCPG.
- Une maison de l'enfance...